# نصر سامي
نصر سامي (مواليد 1972 م) هو شاعر وروائي ورسام تشكيلي وباحث ومعلم لغة عربية من تونس. حاصل على جائزة الشّارقة للرّواية 2015، وجائزة كتارا للرواية 2017، وهو مؤسس ورئيس تحرير مجلة الشاعر(مجلة فصلية ثقافية محكومة).

## الحياة المهنية
حصل نصر سامي على الباكالوريا من المعهد الثانوي طريق قفصة بجلمة ولاية سيدي بوزيد عام 1990، نال الأستاذية في اللغة العربية والآداب العربية من كلية الآداب والفنون والإنسانيات بمنوبة عام 1996، وحصل على شهادة الماجيستير في الأدب العربي من كلية الآداب والعلوم الإنسانية بمنوبة عام 2012 برسالة عنوانها (الجسد في شعر محمود درويش) بملاحظة حسن جدًا، إجتاز مناظرة الكاباس، درس اللغة العربية من سنة 1999 إلى 2012 في تونس، ومن 2013 إلى الآن في صلالة في سلطنة عمان.
نصر سامي هو مؤسس ورئيس الجمعية التونسية للعربية من 2011 إلى 2015 وهو مدير ورشات صغيرة وكبيرة في القص والقص الوجيز، هذة الورشات تنتهي بإصدار كتب جماعية وفردية للمشاركين.

## كتب
أصدر نصر سامي ما يزيد على 14 مؤلّفاً تتوزّع كالتّالي: تسعة دواوين شعريّة، روايتين، مسرحيّة، كتابين في النّقد، وله مخطوطات تنتظر الطّبع.

### روايات
| الاسم              | دار النشر              | تاريخ النشر  | عدد الصفحات | ردمك ISBN              | البلد                    | المصدر |
| ------------------ | ---------------------- | ------------ | ----------- | ---------------------- | ------------------------ | ------ |
| الآيات الأخرى      | كتابنا للنشر           | 1 يناير 2010 | 109         | (ردمك 139789953505497) | لبنان                    | [ 4 ]  |
| حكايات جابر الرّاعي | دار ورق للنشر والتوزيع | 1 يناير 2014 | 139         | (ردمك 9789948221937)   | الإمارات العربية المتحدة | [ 5 ]  |
| سفر البوعزيز       | مكتبة بورصة الكتب      | 1 يناير 2017 |             |                        |                          | [ 6 ]  |
| أبجدية أولى        | مكتبة بورصة الكتب      | 1 يناير 2017 |             |                        |                          | [ 7 ]  |
| الطّائر البشري      | مخطوط                  | 2017         |             |                        |                          |        |
| عندما تورق الكلمات |                        | 1 يناير 2018 |             |                        |                          |        |
| العطّار             | الآن ناشرون وموزعون    | 1 يناير 2019 | 293         | (ردمك 9789923130896)   | الأردن                   | [ 9 ]  |

### كتب نقدية
| الاسم                                         | دار النشر                               | تاريخ النشر    | عدد الصفحات | ردمك ISBN            | البلد  | النوع     | المصدر |
| --------------------------------------------- | --------------------------------------- | -------------- | ----------- | -------------------- | ------ | --------- | ------ |
| الجسد في شعر محمود درويش - الأيروس والتاناتوس | دار كنوز المعرفة العلمية                | 1 يناير 2015   | 168         | (ردمك 9789957743895) | الأردن | بحث جامعي | [ 10 ] |
| المضاء والمعتم (محاولات في القراءة)           | دار أمل الجديدة للطباعة والنشر والتوزيع | 17 نوفمبر 2016 |             | (ردمك 9789933544706) | سوريا  | نقد       | [ 11 ] |

### كتاب فصلي متسلسل (مجلة الشاعر)
| العدد        | دار النشر           | تاريخ النشر  | عدد الصفحات | ردمك ISBN            | البلد  | المصدر |
| ------------ | ------------------- | ------------ | ----------- | -------------------- | ------ | ------ |
| 1            | دار الثقافية للنشر  | شتاء 2013    |             |                      | تونس   |        |
| 2            | دار الثقافية للنشر  | خريف 2013    |             |                      | تونس   |        |
| 3 و4 (مزدوج) | دار الثقافية للنشر  |              |             |                      | تونس   |        |
| 5            | دار أمل الجديدة     | 2015         |             |                      | سوريا  |        |
| 6            | دار أمل الجديدة     | 2016         |             |                      | سوريا  |        |
| 7            | دار بورصة للكتب     | 2016         |             |                      | مصر    |        |
| 8            | الآن ناشرون وموزعون | 1 يناير 2019 | 870         | (ردمك 9789923131367) | الأردن | [ 12 ] |

## شعر

### مجموعات شعريّة
أصدر نصر سامي 10 مجموعات شعريّة.
| الاسم                | دار النشر                            | سنة النشر | الدولة | ملاحظات |
| -------------------- | ------------------------------------ | --------- | ------ | --- |
| ذاكرة لاتّساع اللّغات  | الأطلسيّة                             | 1996      | تونس   | |
| أنهار لأعالى الضوء   | الأطلسيّة                             | 1997      | تونس   | |
| السيرة               | الإتحاف                              | 2001      | تونس   | |
| كتاب الحب            | دار سيبويه للنشر                     | 2006      | تونس   | كتاب شعري مصور مع الرسام التونسي الهادي العابد، حول إلى مسرحية مديح البيت المدعومة من وزارة الثقافة والمحافظة على التراث وعرضت في الموسم الثقافي 2007-08 |
| هبوط إيكاروس         | الأطلسيّة                             | 2008      | تونس   | |
| عودة أورفي           | ورقة للنشر                           | 2008      | تونس   | |
| عقد الياسمين         | كوبي شوب                             | 2008      | تونس   | بالإشتراك مع الشاعر سمير المستيري، وهي خمسون قصيدة بالعربية، ومجموعة من القصائد بالفرنسية                                                                |
| عربة لخيل الأساطير   | منشورات نصر سامي                     | 2012      | تونس   | |
| أغلي ما في قلب الوطن | مجموعة شعرية لأطفال والشباب          | 2013      | تونس   | |
| سفر البوعزيزي        | دار الشّاعر ودار بورصة للنّشر والتّوزيع | 2017      | مصر    | |

## قصائد في كتب
| الاسم   | دار النشر           | سنة النشر | الدولة  | ملاحظات                                                                                             |
| ------- | ------------------- | --------- | ------- | --------------------------------------------------------------------------------------------------- |
| بردي    | clapas              | 2006      | فرنسا   | قصيدة باللغة العربية والفرنسية، ترجمتها إلى الفرنسية صفية التركي                                    |
| الأمطار | la stansa del poeta | 2006      | إيطاليا | قصيدة باللغة العربية والفرنسية والإيطالية، ترجمتها إلى الفرنسية آسيا السخيري، وترجمها إلى الإيطالية |

## مسرحيات
| الاسم         | دار النشر    | سنة النشر | الدولة | ملاحظات                 |
| ------------- | ------------ | --------- | ------ | ----------------------- |
| العشاء الأخير | البراق للنشر | 2010      | تونس   | مسرحية باللهجة التونسية |

## مقالات
| الاسم                       | اسم المجلة      | العدد       |
| --------------------------- | --------------- | ----------- |
| ذاكرة لاتساع اللغات         | المسار          | أغسطس 1993  |
| لا ألاك والحب الصوفي الأسود | المسار          | ديسمبر 1995 |
| بيت لإيلاف الضلال           | الحياة الثقافية | مارس 1997   |
| الأمطار                     | الإتحاف         | أكتوبر 1997 |
| قبضة عشب من أجل ياسمين      | الموجة الثقافية | أغسطس 2015  |

## كتب صدرت عنه
| الاسم                                                                        | المؤلف     | دار النشر                | سنة النشر | الدولة | ملاحظات                  |
| ---------------------------------------------------------------------------- | ---------- | ------------------------ | --------- | ------ | ------------------------ |
| الشعرية في شعر نصر سامي - هبوط إيكاروسأنموذجا                                | حكيم قعلول | دار الثقافية للنشر       | 2004      | تونس   |                          |
| رمح آخيل - الخلفيات النصية وتفاعلاتها في ديوان سفر البوعزيزي للشاعر نصر سامي | كتاب جماعي | دار ميارة للنشر والتوزيع | 2018      | تونس   | جمعة ونسق مواده نصر سامي |

## جوائز
- جائزة الشّارقة للرّواية 2015 برواية "حكايات جابر الرّاعي"
- جائزة كتارا للرواية 2017 برواية "الطائر البشري"